# Mamestra albidilinea
Mamestra albidilinea är en fjärilsart som beskrevs av Adrian Hardy Haworth 1809. Mamestra albidilinea ingår i släktet Mamestra och familjen nattflyn. Inga underarter finns listade i Catalogue of Life.